# Origine abiotica del petrolio
La teoria dell'origine abiotica del petrolio è una teoria secondo la quale il petrolio si è formato in profondità, nel mantello e nella crosta terrestre, da processi non biologici. Secondo questa teoria (infondata secondo i recenti studi che accettano l'origine biotica), i giacimenti individuati ad alcuni chilometri di profondità, si formarono da petrolio e da gas provenienti da depositi ancora più profondi e che, a causa di diversi fattori sono emersi in depositi sotterranei più in superficie. Per confermare tale teoria, ancora oggetto di controversie, si dovranno ancora effettuare ricerche e indagini, e, per avere dati certi, raggiungere livelli di profondità di trivellazioni maggiori. Secondo tale teoria, il processo per cui giacimenti esauriti vengono riforniti da fonti profonde si verifica a velocità diverse. Questo rifornimento varia a seconda della pressione delle rocce, dei materiali presenti, dell'impedenza degli strati di roccia che li coprono e da altri fattori.

## Storia
L'ipotesi dell'origine abiotica del petrolio risale al XIX secolo, quando il chimico francese Marcellin Berthelot e il chimico russo Dmitri Mendeleev proposero le loro teorie sull'origine del petrolio. Questa fu poi ripresa negli anni '50 del XX secolo, e se fosse verificata, non avrebbe più senso affermare che le riserve di petrolio e gas naturale sono in esaurimento. Il primo a sostenere che il petrolio ed il metano siano prodotti della trasformazione di materiale biologico in decomposizione in molecole di idrocarburi fu Lomonosov nel XVIII secolo.
È del 1992 la teoria della biosfera profonda calda. Il professor Thomas Gold la pubblicò spiegando il meccanismo della raccolta di idrocarburi nei giacimenti profondi. La fusione della Terra è stata sempre parziale, per cui gli idrocarburi erano presenti nel materiale originario con il quale si era formato il pianeta Terra.
Gli argomenti di Gold a favore dell'origine abiogenica di petrolio e gas sono i seguenti:
1. I giacimenti si estendono per chilometri senza alcun nesso con depositi sedimentari minori.
2. I giacimenti sono presenti a differenti quote, corrispondenti a epoche geologiche diverse indipendentemente dalla presenza di sedimenti biologici.
3. I depositi biologici non giustificano le enormi quantità esistenti di metano
4. I depositi di idrocarburi situati in grandi aree hanno le stesse firme chimiche, mentre le formazioni circostanti hanno età geologiche differenti.
5. Gli idrocarburi contengono elio, un gas chimicamente inerte, che non è mai soggetto ad alcuna trasformazione biologica.

## Altre ipotesi
Nel 2001 J. Kenney dimostrò che le leggi della termodinamica proibiscono la trasformazione, a basse pressioni, di materiale biologico in catene di idrocarburi. Infatti il potenziale chimico del materiale biologico, è negativo, varia da -380 a -200 kcal/mole, mentre quello degli idrocarburi è positivo. Dunque, tale trasformazione non può avvenire. Il metano, inoltre, non si polimerizza a basse pressioni. Accade, poi, che giacimenti di gas e petrolio esauriti, nuovamente si riempiano. Questo processo può avvenire, solo se alimentato da depositi più profondi, attraverso la ripetizione dei fenomeni che portarono alla loro formazione iniziale. Questi meccanismi spiegano l'incremento delle riserve mondiali di petrolio del 72% tra il 1976 e il 1996.

## Risvolti pratici
Negli anni 80 il prof. Thomas Gold convinse il governo svedese ad effettuare una trivellazione profonda nella Svezia centrale in un'area granitica di lava cristallizzata. Il sito era privo di sedimenti, e, per la teoria biotica, non plausibile come fonte di idrocarburi. Presentava, però, infiltrazioni di metano, catrame e petrolio attribuite a sedimenti organici sovrapposti al granito e poi scomparsi. Per la trivellazione venne utilizzato un fluido a base di acqua, onde evitare di contaminare il pozzo con oli esterni. A profondità di 5 km trovarono idrogeno, elio, metano e altri idrocarburi.
A 6 km venne trovata una pasta nera maleodorante, segno di forte presenza batterica contenente diverse molecole oleose. A 6,7 km vennero estratte 12 tonnellate di petrolio grezzo. Tale ritrovamento sembrava confermare le teorie di Gold, anche se la Svezia interruppe l'impresa.

## Prove a sostegno della Teoria Abiotica

### Campi petroliferi supergiganti
Il geologo russo Nikolai Alexandrovitch Kudryavtsev fu un importante sostenitore della teoria abiotica. Ha citato i casi di giacimenti presenti in Kansas e in California, a ovest del Venezuela e in Marocco. Ha inoltre indicato che i serbatoi di olio in strati sedimentari sono spesso collegati a significative fratture / faglie profonde, situate direttamente al di sotto del basamento di tali accumuli. Questo è evidente anche nel campo supergigante di Ghawar, Arabia Saudita, e nel campo di Panhandle in Kansas dove si estrae anche elio in quantità commerciali, a Tengiz in Kazakistan, White Tiger in Vietnam e molti altri. Nel campo di petrolio di Last Soldier in Wyoming, Kudryavtsev ha verificato che, tutti gli orizzonti della sezione geologica e tra le arenarie, dal Cambriano al Cretaceo superiore, il basamento è coperto da serbatoi di olio. Nel Canadian Shield, per esempio, gli idrocarburi gassosi, ha osservato Kurdryavtsev, non sono rari in rocce ignee e metamorfiche. Si trova anche olio nello gneiss del Precambriano, sulla costa occidentale del lago Baikal, in Russia.

### La regola di Kurdryavtsev
Questa regola stabilisce che: Gli idrocarburi si trovano a tutte le profondità. Se gli idrocarburi avessero origine organica, dovremmo trovarli solo in strati corrispondenti ad ere geologiche caratterizzate da vegetazione abbondante. Sotto questi depositi, non ci dovrebbe essere petrolio, in quanto gli idrocarburi essendo più leggeri delle rocce dovrebbero migrare verso l'alto, non verso il basso. In sintesi, si possono rinvenire idrocarburi a tutte le profondità sotto un qualsiasi consistente accumulo.
Questo postulato è diventato noto come Regola di Kudryavtsev, regola che si è dimostrata esatta in diversi giacimenti sparsi per tutto il mondo. Il ricercatore ha introdotto una serie di altre pertinenti considerazioni. Sono state osservate, per esempio, durante alcune eruzioni vulcaniche, colonne di fuoco, alcune delle quali hanno raggiunto la considerevole altezza di 500 metri, come nel 1932, durante l'eruzione del Monte Merapi a Sumatra. Le eruzioni di vulcani di fango hanno rilasciato enormi quantità di metano. Altro esempio: l'acqua proveniente dalle eruzioni di alcuni vulcani è ricca di iodio, bromo e boro. Questi elementi non possono essere derivati da sedimenti organici in quanto superano centinaia di volte le concentrazioni di tali minerali presenti nell'acqua di mare. Inoltre è stato individuato petrolio sia in rocce cristalline della penisola di Kola, che in fessure prodotte dall'impatto di un meteorite precipitato nei pressi di Siljan in Svezia. Kudryavtsev ha inoltre osservato, che l'enorme quantità di idrocarburi presenti nelle sabbie bituminose del lago Athabasca in Canada, secondo il modello tradizionale dell'origine biotica del petrolio, dovrebbero contenere una quantità enorme di "roccia madre", ma in realtà non è stata trovata nessuna.

### Metano e idrocarburi extraterrestri
Metano e molti altri idrocarburi sono stati individuati in diverse regioni del sistema solare. Il metano è una molecola comune nel cosmo, e si è accumulato sulla Terra durante la sua formazione. Un'ipotesi alternativa è quella che vedrebbe la Terra arricchita di metano grazie ai meteoriti. In particolare le condriti carbonacee, non solo possono contenere il 3% in peso di carbonio, ma trattengono al loro interno molti composti organici complessi, come porfirine, aminoacidi, basi puriniche e pirimidiche e acidi carbossilici. Nel 2004, la sonda Cassini-Huygens ha confermato su Titano, un satellite di Saturno, abbondante presenza di idrocarburi, metano ed etano. Il metano è stato rilevato su diversi pianeti e satelliti del sistema solare: su Giove, Marte, Saturno e sui suoi satelliti: Giapeto, Titano, Encelado. Su Nettuno e sul suo satellite, Tritone. Su Urano, e sui suoi satelliti, Ariel, Miranda, Oberon, Titania, Umbriel. Su Plutone, sulla cometa di Halley, sulla cometa di Hyakutake, nel Mezzo interstellare e nella polvere cosmica.

### Abbondanza cosmica e planetaria di carbonio
Il carbonio è il quarto elemento chimico in ordine di abbondanza cosmologica, preceduto solo da idrogeno, elio ed ossigeno. Il carbonio disponibile nella nebulosa che ha prodotto il sistema solare è stato intrappolato nella Terra nel corso della sua formazione. Il processo di differenziazione geochimica primario ha portato gli elementi più pesanti a concentrarsi verso il nucleo, per cui, la maggior parte del carbonio primordiale è rimasta depositata nel mantello terrestre.

### Formazione planetaria fredda
Nel tardo XIX secolo, si credeva che la Terra primordiale, nel corso della sua formazione, fosse estremamente calda e completamente fusa. Oggi molti scienziati concordano su una "formazione della Terra" relativamente fredda. Recenti studi sugli zirconi antichi, risalenti a 4,4 miliardi di anni fa, suggeriscono che le rocce si siano formate a basse temperature, sufficienti a mantenere l'acqua liquida.

### Esistenza di giacimenti di idrocarburi
Sulla base del tasso di fuoriuscita di idrocarburi in superficie, tramite trapelamento e/o infiltrazione, le riserve di petrolio dovrebbero ipoteticamente esaurirsi in un milione di anni. Se le fonti di giacimenti di idrocarburi fossero limitate, sarebbe una straordinaria coincidenza che esistano ancora oggi. Se i depositi invece venissero alimentati in continuazione, la loro attuale esistenza sarebbe meno sorprendente. Dati geologici raccolti dai giacimenti di petrolio testimoniano come essi si formino rapidamente. Alcuni ritengono che l'origine abiotica sia inverosimile e che i giacimenti di petrolio non dovrebbero essere abbondanti, come in verità sono.

### Metano sulla Terra
Sono stati individuati recentemente giacimenti di metano idrato ad alta pressione, soprattutto in mare, spesso contaminati da batteri. Tali idrati sono attualmente congelati nel "permafrost ", frutto della degradazione di materiale biogenico. Il metano, inoltre, è un gas che provoca un effetto serra, circa 20 volte più potente dell'anidride carbonica.
È possibile che le grandi estinzioni verificatesi nel corso delle ere geologiche siano dovute ad un esponenziale aumento di metano nell'atmosfera, dovuto principalmente a processi geologici, come per esempio all'abbassamento del livello del mare o a causa dell'impatto di meteoriti, eventi che potrebbero destabilizzare gli idrati di gas metano presenti nei sottosuoli dagli oceani. È possibile che questi eventi si siano verificati durante il Triassico Perm-crisi, con la frammentazione del supercontinente Pangea o a causa di significativi impatti di meteoriti avvenuti nel corso della transizione dal Cretaceo al Paleogene.

### Le reazioni chimiche del metano
Il metano, durante l'interazione con il magma, reagisce con l'ossigeno, producendo anidride carbonica. Reagisce inoltre con l'acqua, con il carbonato di calcio, elementi che costituiscono la base delle concrezioni sedimentarie dei serbatoi di olio. Il metano, inoltre, interagisce anche con le rocce argillose, ricche di materia organica, con il cherogene, un composto che, in misura minore dà un contributo alla formazione di idrocarburi da petrolio, ed individuabile grazie alla presenza di biomarcatori, come ad esempio l'hopane ed il terpane, derivati dalle pareti cellulari dei batteri, e da biomarcatori insaturi, come gli alcheni. L'olio in realtà non reagisce come il metano. Inoltre è possibile che interagisca con le torbiere nella forma di giacimenti di carbone, portando da grandi profondità metalli come il mercurio, sotto forma di metil-o dimetil-mercurio, e tra gli altri, arsenico, nichel, vanadio, cadmio, piombo, selenio, uranio.
Il metano, e i carbonati prodotti da metano ossidato attraverso reazioni di catalisi tipo la sintesi Fischer-Tropsch, formano idrocarburi liquidi e gassosi, per esempio il petrolio, mentre, attraverso le serpentinizzazione della dunite del mantello, produce idrogeno in presenza di catalizzatori metallici quali nichel, ferro, ecc.
Lo spostamento improvviso di grandi quantità di metano nel sottosuolo può causare grandi terremoti, come ipotizzato dallo scienziato Thomas Gold. L'improvvisa fuga di metano verso la superficie marina o verso la terraferma, potrebbe essere la causa di alcuni incidenti aerei e navali. Se, sul percorso degli aeromobili o delle navi si verificasse una massiccia fuoriuscita di metano, questa farebbe diminuire significativamente la densità dell'aria o acqua, in seguito alla quale potrebbe verificarsi la perdita del controllo del mezzo.

### Depositi insoliti
Alcuni depositi di idrocarburi si trovano in zone non contemplate dalla tradizionale teoria biogenica. Alcuni giacimenti di petrolio sono riforniti da fonti profonde, ma non vi sono prove dell'esistenza di "rocce biogeniche" profonde. Nel campo di White Tiger, in Vietnam e in molti giacimenti Russi, il petrolio e il gas naturale sono stati individuati nel granito, nel cristallo di rocca, e addirittura alcuni pozzi hanno individuato la presenza di idrocarburi, oltre un migliaio di piedi al di sotto della parte superiore del basamento granitico. Nel caso del Vietnam, non vi è alcuna fonte biogenica per giustificare la presenza di petrolio: per questo sarebbe stato necessario che i depositi biologici provenienti dagli strati superficiali migrassero lateralmente per decine di chilometri. Lo scisto nero black shale di età archeana nel Pilbara Craton (Gal 3,25), in Australia, hanno inclusioni fluide e di olio pirobituminoso.

### Microbi nelle profondità della Terra
Vita microbica è stata scoperta a 4,2 km di profondità in Alaska ed a 5,2 km in Svezia. Organismi metanofili sono noti da lungo tempo e, recentemente, è stata trovata vita microbica nel Parco dello Yellowstone degli Stati Uniti che utilizza per sopravvivere, il metabolismo dell'idrogeno. A tutt'oggi continuano ad essere scoperti microrganismi in profondità o in ambienti caldi, come i batteri estremofili, che sopravvivono in ambienti estremi come i laghi a concentrazione salina molto elevata. I fautori della teoria abiotica, o inorganica di origine del petrolio, indicano che la biosfera profonda è responsabile dei biomarcatori presenti nel petrolio, vale a dire, in realtà, questi biomarcatori sono contaminanti organici naturali di idrocarburi.

### Elio
La presenza dell'elio in giacimenti di gas naturale e di olio è molto comune. Mentre l’elio 3 è un gas primordiale, l'elio 4 è generato dal decadimento radioattivo di uranio. L'elio è generalmente associato agli olii leggeri, spesso accompagnato da azoto e metano. Questi gas aiutano la migrazione di petrolio dai livelli più profondi verso la crosta superficiale. Non esistendo alcun processo biologico che produce elio, lo stretto rapporto dell'elio con l'olio è un forte argomento a favore della teoria abiotica. Accumulazioni commerciali di elio sono in genere piuttosto rare, tuttavia, sono sempre associate alla presenza di petrolio e gas naturale. Nel campo di gas Panhandle-Hugoton, in Kansas e Texas, per esempio, vi è una produzione significativa di elio. Vi sono anche altri giacimenti in Algeria e in Russia nei quali si può trovare elio in quantità commercialmente significativa e sfruttabile. La presenza di elio richiede particolari condizioni, come ad esempio una roccia dotata di un potere estremamente sigillante, in genere composta da evaporiti. L'elio radiogenico della crosta, non avrebbe la sufficiente pressione per includere nelle rocce il metano e gli oli leggeri. L'ipotesi più logica è, quindi, che la loro migrazione arrivi da grande profondità, dal mantello, insieme ad altri idrocarburi.

### Oligoelementi, metalli associati
Nichel (Ni), Vanadio (V), Piombo (Pb), Arsenico (As), Cadmio (Cd), Mercurio (Hg), Cobalto (Co), Cromo (Cr), e altri metalli sono stati spesso trovati nel petrolio, soprattutto nichel e vanadio. Alcuni oli pesanti, come quelli di alcuni giacimenti di petrolio del Venezuela, contengono sino al 45% di pentossido di vanadio in cenere, quantità che può essere estratta e commercializzata. Questi metalli e la loro paragenesi sono un processo comune del mantello della Terra. Questi sono inoltre utilizzati come marcatori non biologici, o abiomarcatori, per cui attraverso la paragenesi dei metalli è possibile utilizzare le loro firme chimiche per l'identificazione della provenienza sia delle materie prime, che del petrolio.
L'analisi di 22 elementi in tracce, individuati in 77 campioni di oli, hanno dimostrato di essere chimicamente correlati con la composizione delle meteoriti condritiche, con la composizione della peridotite serpentinizzata nel mantello primitivo della crosta oceanica o continentale, e non evidenziano alcuna correlazione con la distribuzione delle sostanze chimiche presenti nell'acqua di mare (Szatmari et al., 2005).

### Diamantoidi
È molto comune la presenza di diamantoidi nel petrolio e nel gas condensato. Queste sono molecole delle dimensioni di pochi nanometri, e dotate di una struttura simile al diamante. Si sospetta che la loro origine sia legata all'ambiente in cui si formano la kimberlite e la lamproite, formatisi a pressioni e temperature estremamente alte nel mantello della Terra. I processi di diffusione degli oli verso la crosta terrestre li porta in superficie. Questi diamantoidi, trovati in maggiore abbondanza nei gas condensati, costituiscono un eccellente materiale per le nanotecnologie.

### Idrogeno
L'olio è composto prevalentemente da alcani, n-alcani e paraffine. Sir Robert Robinson, Premio Nobel per la Chimica (1947), ha studiato dettagliatamente la composizione naturale del petrolio e ha concluso che l'idrogeno presente nel petrolio è molto superiore per giustificare la sua produzione esclusivamente da rifiuti organici provenienti da piante o da animali. Se la fonte del petrolio fosse biologica si avrebbe la presenza di olefine o di alcheni, che sono insaturi. Ha poi detto:
(Sir Robert Robinson)

### Termodinamica
Il secondo principio della termodinamica esclude la formazione spontanea a bassa pressione di idrocarburi di peso molecolare superiore al metano. Calcoli termodinamici e vari studi sperimentali eseguiti in Russia e negli Stati Uniti hanno confermato che gli n-alcani, componenti comuni del petrolio, non evolvono spontaneamente dal metano alle pressioni tipiche rilevate nei bacini sedimentari. La teoria abiotica suggerisce così che il petrolio provenga dalle profondità della terra al di sotto dei 150–200 km (J.F. Kenney, Et.Al.).
“Il sistema idrogeno-carbonio non evolve spontaneamente se le pressioni rimangono al di sotto del 30 kbar, anche nelle condizioni ambientali più favorevoli. " J. F. Kenney.

### Biologia
La vita come la conosciamo noi, si basa principalmente sul carbonio. Alcuni organismi primitivi, come gli archeobatteri, ricavano energia dal metano situato nel profondo della Terra. Molti utilizzano anche l'ossigeno, proveniente dalla riduzione di solfati, e dalla produzione di gas di idrogeno solforato. La biosfera profonda contamina il petrolio e diventa una parte dei cosiddetti biomarcatori individuati nel petrolio naturale. La fotosintesi è un processo molto complesso che gli organismi primitivi hanno sviluppato per sopravvivere sulla superficie del pianeta. Questo potrebbe essersi verificato quando la fonte locale di idrocarburi ha cessato la sua attività. L'astrofisico Thomas Gold ha ricordato che i batteri primitivi, essendo autotrofi, hanno sviluppato la fotosintesi per sopravvivere in superficie.

### Serpentinizzazione e sintesi chimica del petrolio - Sintesi Fischer-Tropsch
Un'altra possibile formazione di composti inorganici del petrolio potrebbe avvenire attraverso la sintesi Fischer-Tropsch. La Fischer-Tropsch catalizza e converte il monossido di carbonio, l'anidride carbonica ed il metano in varie forme di idrocarburi liquidi. Il monossido di carbonio e il biossido di carbonio vengono generati dalla parziale ossidazione del carbone o della legna da ardere. Questo processo venne sviluppato e utilizzato ampiamente nella seconda guerra mondiale dalla Germania, a causa del fatto di aver a quei tempi un limitato accesso alle forniture di petrolio. Viene ancora utilizzato in Sud Africa per la produzione di diesel dal carbone. La serpentinizzazione delle rocce ricche di carbonio di peridotite ultramafica utilizza la reazione Fischer-Tropsch. Si ritiene che questa si verifichi in profondità, dove il mantello è composto principalmente da idrogeno e peridotite idrolizzata serpentinizzata. In presenza di catalizzatori composti da metalli di transizione, ferro, nichel, cobalto, l'idrogeno reagisce con l'anidride carbonica dalle rocce ricche di carbonati il cui risultato è la formazione di n-alcani, idrocarburi saturi lineari, alcoli, aldeidi, chetoni, composti aromatici e ciclici. È anche possibile che il metano situato nelle regioni più profonde del mantello venga polimerizzato dalla sintesi Fischer-Tropsch per formare n-alcani ed altri idrocarburi.

### La presenza di petrolio in strutture profonde del basamento cristallino
I giacimenti di petrolio e di gas si trovano principalmente nelle strutture profonde del basamento cristallino, ai confini delle placche litosferiche, e nei pressi di crateri di impatto. Questa associazione la si può osservare nei campi petroliferi situati in Indonesia, nel Golfo Persico, negli Appennini, in Alaska, nelle Barbados e la sua continuità a Trinidad e Tobago fino al Venezuela. Importanti movimenti geologici, oltre al riempimento di bacini sedimentari, facilitano la migrazione di idrocarburi verso la superficie, formando a volte accumuli in serbatoi sigillati, se in presenza di rocce impermeabili.

### Perché il petrolio si trova spesso in bacini sedimentari?
I bacini sedimentari riempiono aree di profonda depressione nei pressi di grandi faglie profonde, sia in zone di frattura, di subduzione, di convergenza, che di collisione tra due placche continentali litosferiche. Gli strati di rocce sedimentarie sono eccellenti serbatoi per il petrolio, e, se combinate con rocce impermeabili e sigillanti, possono formare delle vere proprie trappole per gli idrocarburi. Queste sono collegate con le fonti più profonde, attraverso buche la cui interazione con il mantello avviene attraverso l'evoluzione geologica del bacino. Si è verificata la presenza di olio anche nelle rocce di basamento, anche se gli accumuli di tale natura sono più rari, non certo perché lo siano effettivamente, ma a causa sia della mancata conoscenza della geologia del territorio, sia dello scarso impegno profuso nella perforazione dei pozzi esplorativi e di indagini del contesto. Gli idrocarburi, il petrolio, il gas naturale come metano, l’elio, l’azoto, migrano attraverso le faglie geologiche dal profondo di grandi bacini di rocce sedimentarie e vengono ospitati principalmente in rocce porose che formano dei veri e propri serbatoi.